# 塞尔米泽勒
塞尔米泽勒（法語：Sermizelles，法語發音：[sɛʁmizɛl]）是法国勃艮第-弗朗什-孔泰大区约讷省的一个市镇，属于阿瓦隆区。

## 地理
塞尔米泽勒（47°32'11"N, 3°47'36"E）面积7.01 平方千米，位于法国勃艮第-弗朗什-孔泰大區约讷省，该省份为法国中北部内陆省份，西接卢瓦雷省，西北接塞纳-马恩省，南至涅夫勒省，东临科多尔省，东北与奥布省接壤。
与塞尔米泽勒接壤的市镇（或旧市镇、城区）包括：日夫里、布拉奈、日罗勒、屈尔河畔武特奈。

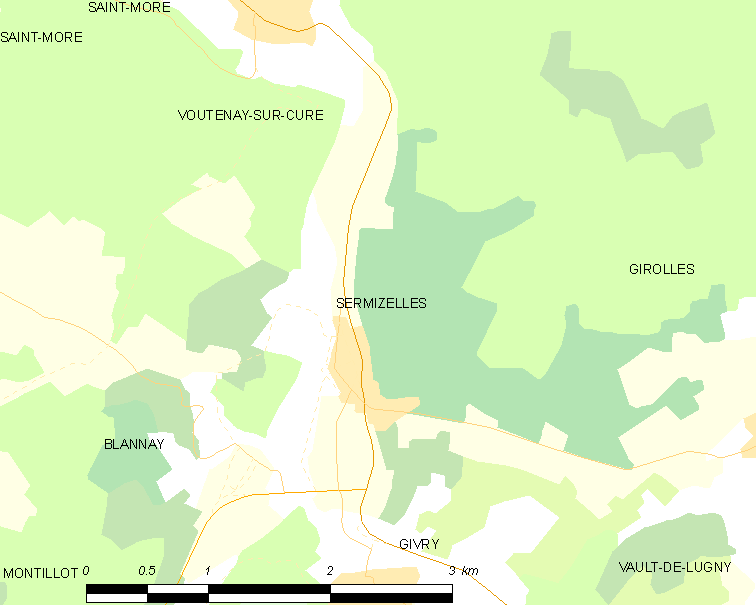
塞尔米泽勒的OSM定位图

塞尔米泽勒的时区为UTC+01:00、UTC+02:00（夏令时）。

## 行政
塞尔米泽勒的邮政编码为89200，INSEE市镇编码为89392。

## 政治
塞尔米泽勒所属的省级选区为阿瓦隆县。

## 人口

1962-2008年间塞尔米泽勒人口变化图示

塞尔米泽勒于2022年1月1日时的人口数量为249人。